# Sophie El Goulli
Sophie El Goulli (arabisch صوفي الجولي; geboren 4. Februar 1931 in Sousse; gestorben 10. Oktober 2015 in Tunesien) war eine tunesische Schriftstellerin und Kunsthistorikerin. Sie war die Autorin von Gedichtbänden, Erzählungen und einer Monografie über Ammar Farhat.

## Leben

### Ausbildung
El Goulli wurde in einer bürgerlichen Familie in Sousse geboren. Sie besuchte den Kuttab und absolvierte dann ihre Grund- und Sekundarschulbildung am Institut Émilie-de-Vialar in Tunis-Belvédère. Nachdem sie 1951 ein humanistisches Abitur erworben hatte, studierte sie am Institut des hautes études de Tunis, an der Universität Aix-Marseille und an der Universität Paris (Sorbonne). Sie hatte einen Abschluss in Englisch, moderner und vergleichender Literaturwissenschaft, außerdem ein Zertifikat für Theaterwissenschaften und seit 1974 einen Doktortitel in Archäologie und Kunstgeschichte.

### Berufliche Entwicklung
Sie unterrichtete Französisch und Englisch an Gymnasien in Paris und in Tunis am Lycée de la rue du Pacha und am Lycée de Montfleury.
Zwischen 1953 und 1958 leitete El Goulli den Cinéclub de Tunis und gründete 1958 mit der Hilfe von Henri Langlois und in Zusammenarbeit mit Jacques Pérez die Cinémathèque tunisienne, die sie mehrere Jahre leitete.
Zwischen 1973 und 1980 war sie Beamtin im Ministerium für kulturelle Angelegenheiten, wo sie zunächst als Leiterin der Abteilung für Film und Dokumentation und später als Leiterin der Abteilung für bildende Kunst tätig war. Parallel dazu promovierte sie in Kunstgeschichte und lehrte ab 1980 Kunstgeschichte am Institut technologique d'art, d'architecture et d'urbanisme (ITAAUT) an der Universität Tunis.

### Schriftstellerin
In ihrem ersten von vier Gedichtbänden dachte El Goulli 1973 unter dem Titel Signes über das Leben, den Tod, das Schicksal und die Kunst nach. 1993 veröffentlichte sie den historischen Roman Les mystères de Tunis. In ihm beschrieb sie das Schicksal verschiedener tunesischer, französischer und türkischer Familien während des Französischen Protektorats in Tunesien, das von 1881 bis 1956 existierte. El Goulli entwickelte darin das Bild eines weltgewandten und vielfältigen Tunis. El Goulli veröffentlichte auch Gedichte und Erzählungen für Kinder, davon einige mit Nafila Dhahab.
Als Kunsthistorikerin veröffentlichte sie 1979 eine Monografie über den Künstler Ammar Farhat. Sie untersuchte in Peinture en Tunisie von 1994 Ursprung und Entwicklung der tunesischen Ölmalerei.
El Goulli beherrschte sowohl Französisch, Latein, Altgriechisch, Englisch und Italienisch und schrieb auch für die französischsprachigen tunesischen Tageszeitungen L'Action tunisienne, La Presse de Tunisie und Le Temps. In der Zeitschrift SeptièmArt veröffentlichte sie regelmäßig Filmkritiken über das tunesische Filmschaffen.

## Ehrungen und Auszeichnungen
- 1992: Prix national de la critique[5]
- 1999: Prix national Tunisie-France pour les arts plastiques[5]
- 2004: Comar d'or: Prix spécial de la jury für Les mystères de Tunis[8]
- Prix de la poésie française du XXe siècle des Centre de recherches, d'études, de documentation et d'information sur la femme (Credif)[5]

Die Cinémathèque tunisienne hat eine Kinosaal nach Sophie El Goulli benannt.

## Veröffentlichungen (Auswahl)
Falls nicht anders angegeben veröffentlichte El Goulli auf Französisch. Ins Deutsche wurde bisher kein Werk übersetzt.

### Gedichte
- Signes. Société tunisienne de diffusion, Tunis 1973, OCLC 2400032.
- Vertige solaire. Tunis 1975, OCLC 10609953.
- Nos rèves. Gedichte für Kinder. 1980.
- Lyriques. La Nef, Tunis 1989, OCLC 463946862.

### Wissenschaftliche Titel
- La Tunisie dans la littérature occidentale. 1966.[10]
- L'éclatement de la famille au Maghreb. In: Révue Francaise d'Ètudes Politiques Africaines. Band 78, 1971, S. 69–77.
- Origines et développement de la peinture en Tunisie. Dissertation. Université Paris 1 Panthéon-Sorbonne, Paris 1974, OCLC 493621104.
- Cinéma tunisien, 1897-1974. Ministère des Affaires culturelles, Tunis 1974, OCLC 1010831045.
- Picasso. Occident et Afrique-Orient. In: Afrique littéraire et artistique. 1977, OCLC 58434003.
- Ammar Farhat et son œuvre. Union internationale de banques, Tunis 1979, ISBN 978-2-85119-021-5.
- La littérature maghrébine d'expression française n'est-elle qu'un document? In: Afrique littéraire. 1980, ISSN 0245-8160.
- Les arts plastiques en Tunisie. In: Europe. Band 702, 1987, S. 49–56.
- Les traces du patrimoine ou Des patrimoines dans la naissance d'une écriture plastique originale. In: Patrimoine et création arts plastiques tunisiens contemporains. OCLC 949149828, S. 161–177.
- La Peinture en Tunisie. Origines et développement. Éditions Jumeaux, Tunis 1994, ISBN 978-9973-17-463-5.
- Hommage à l'âge d'or du cinéma allemand des années 10/20/30. La Maghrebine, Tunis 2000, OCLC 742496483.

### Romane
- Le Joueur d'échecs. Salammbô, Tunis 1982, OCLC 36298358.
- Les Mystères de Tunis. Dar Annawras, Tunis 1993, ISBN 978-9973-733-07-8. Erschien seit 1990 als Fortsetzungsroman in der tunesischen Tageszeitung Le Temps.[8]
- Taos e il pavone. Erzählung für Kinder. Illustrationen von Maria Nazario. Roberto Vecchi editore, Mailand 1995, OCLC 893754806 (italienisch).
- Hashtart. À la naissance de Carthage. Cérès, Tunis 2004, ISBN 978-9973-19-621-7.
- Les Mystères de Tunis II. Selbstverlag, 2010.[8]